# Gare du Burg
Gare du Burg vasútállomás Franciaországban, Varetz településen.

## Vasútvonalak
Az állomást az alábbi vasútvonalak érintik:
- Brive-Nexon-vasútvonal

## Kapcsolódó állomások
A vasútállomáshoz az alábbi állomások vannak a legközelebb:
- Gare de Saint-Aulaire
- Gare de Varetz